# JPQR
JPQRは、日本のQRコード決済用の統一規格。

## 概要
事業者毎にコードの仕様が異なる不便な状況を解消するべく、日本国政府（総務省・経済産業省）が推進して導入された決済用統一QRコードである。一般社団法人キャッシュレス推進協議会が統一コードについて名称を2019年（令和元年）3月22日に、仕様を3月29日にそれぞれ策定した。
「利用者提示型 (CPM:Consumer Presented Mode)」と「店舗掲示型 (MPM:Merchant-Presented Mode)」のうち、CPMでバーコードを使用するものは2019年8月1日を目途にJPQRコードへ切り替えるが、CPMタイプでQRコードを使用するものとMPMタイプは未定である。
2019年8月1日3時から、au PAY、メルペイ、楽天ペイ、ゆうちょPay、はまPay、YOKA!Pay、OKIPay、りそなウォレットがJPQRコードに対応して開始された。

### 背景
日本国内では2010年代後半以降、多数の決済事業者が個々に独自規格のキャッシュレス決済サービスを立ち上げたが、各サービス間の互換性が無く、多数の決済サービスの乱立による非効率性や過当競争、これらに因る決済手数料の高止まり、ならびに利用者及び店舗側のオペレーションの煩雑さが懸念されていた。このような問題はキャッシュレス社会の実現に対する阻害要因でもあることから、この問題を解消して日本国内におけるキャッシュレス決済の普及促進を図ることを目的に、特に乱立の著しいQRコード決済の共通規格として、2019年にJPQRの導入が日本国政府の主導で提唱された。

## サービス開始後の動向
2020年以降、JPQRに参画していた大手決済事業者のPayPayがJPQR経由の利用契約よりも自社との個別契約を優遇する方針を取ったことなどもあり、各決済事業者の足並みが揃わず、当初構想されていたQRコード決済の共通規格化に向けての取り組みが形骸化していると指摘されている。
認知度不足に加え、前述のような各決済事業者の顧客囲い込み戦略との齟齬や思惑の相違もあり、2021年度末には日本全国で10万店舗での導入を目指して普及促進事業が進められたものの、サービス導入から2年後の2021年9月時点での導入店舗数は1万2000店舗（日本国内の全小売店舗の1.5％程度）に留まる。

## JPQRに対応する決済システム
2023年12月基準
| サービス名称 | 提供事業者名                 |
| ------------ | ---------------------------- |
| atone        | ネットプロテクションズ       |
| au PAY       | KDDI                         |
| OKI Pay      | 沖縄銀行                     |
| 銀聯QR       | ユーシーカード               |
| こいPay      | 広島銀行                     |
| commoney     | コモニー                     |
| J-Coin Pay   | 足利銀行                     |
| J-Coin Pay   | 山陰合同銀行                 |
| J-Coin Pay   | 栃木銀行                     |
| J-Coin Pay   | 富山第一銀行                 |
| J-Coin Pay   | 広島銀行                     |
| J-Coin Pay   | 北洋銀行                     |
| J-Coin Pay   | 宮崎銀行                     |
| J-Coin Pay   | ユーシーカード               |
| d払い        | DGフィナンシャルテクノロジー |
| はまPay      | 横浜銀行                     |
| FamiPay      | ファミマデジタルワン         |
| ほくほくPay  | 北陸銀行                     |
| ほくほくPay  | 北海道銀行                   |
| メルペイ     | メルペイ                     |
| ゆうちょPay  | ゆうちょ銀行                 |
| YOKA!Pay     | 福岡銀行                     |
| 楽天ペイ     | 楽天ペイメント               |
| WeChat Pay   | ネットスターズ               |